# 瀬戸内市立図書館
瀬戸内市立図書館（せとうちしりつとしょかん）は、岡山県瀬戸内市にある公立図書館。邑久町にある瀬戸内市民図書館（愛称 : もみわ広場）、牛窓町にある瀬戸内市牛窓図書館、長船町にある瀬戸内市長船図書館の3館からなる。

## 特徴
瀬戸内市民図書館（もみわ広場）

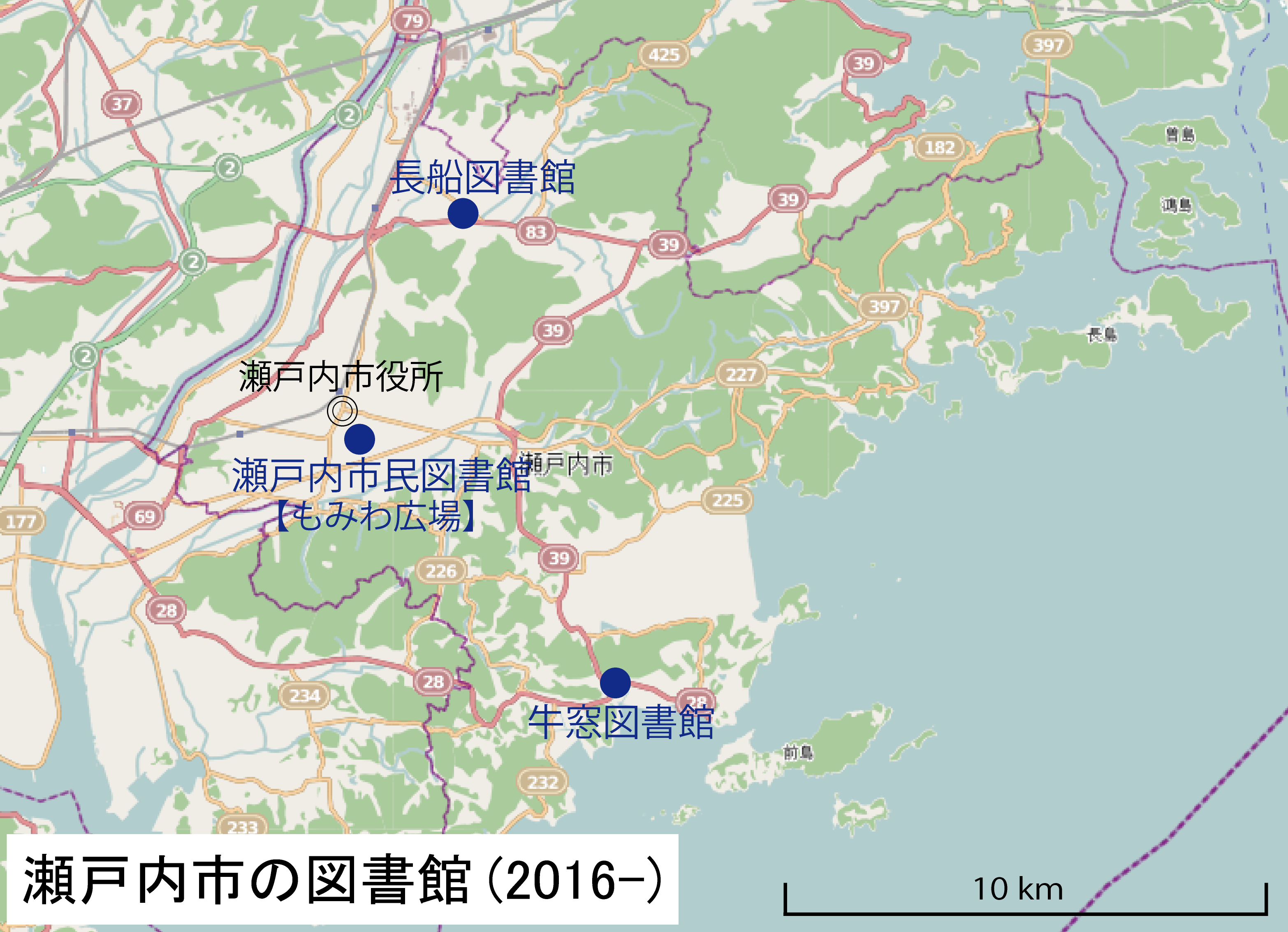
瀬戸内市立図書館3館の位置関係

- 旧称 : 邑久町立公民館図書室、瀬戸内市中央公民館図書室、瀬戸内市立図書館
- 所在地 : 瀬戸内市邑久町尾張465-1
- 構造 : 鉄筋一部鉄骨2階建
- 延床面積 : 2,399 m2

瀬戸内市牛窓図書館
- 旧称 : 牛窓町立図書館、瀬戸内市立牛窓図書館、牛窓町公民館図書室
- 所在地 : 瀬戸内市牛窓町牛窓4910-1
- 延床面積 : 422 m2

瀬戸内市長船図書館
- 旧称 : 長船町立公民館図書室
- 所在地 : 瀬戸内市長船町土師1175-1
- 延床面積 : 108 m2

2010年度の蔵書数は瀬戸内市立図書館が29,041冊、牛窓町公民館図書室が20,005冊、長船公民館図書室が25,257冊、全体で計74,303冊。貸出冊数は瀬戸内市立図書館が61,270冊、牛窓公民館図書室が35,310冊、長船町公民館図書室が37,448冊、全体で計134,028冊。利用者登録数は8,427人であり、利用者登録率は21.45%。
2010年時点で瀬戸内市立図書館の延床面積は118 m2、長船町公民館図書室の延床面積は108 m2と狭く、蔵書能力は限界に近かった。瀬戸内市立図書館は本棚の上にも蔵書を置いている状態であり、閲覧室などは存在しなかった。3館のいずれにも閉架書庫は存在しない。牛窓町公民館図書室は延床面積422 m2と3館の中ではもっとも大きく、分館としては一定の規模に達しているが、資料の多様化や充実・インターネット環境の充実などが課題とされている。
瀬戸内市は岡山市に隣接していることから、岡山県立図書館や岡山市内の図書館を利用する瀬戸内市民も多い。岡山県立図書館からは週2回の巡回便が運行されている。岡山県立図書館が運営する横断検索システムを用いると、岡山県の各自治体立図書館の資料を検索・予約することができる。岡山県立図書館などからの貸借が可能な図書管理システムなどを導入したことで、利用登録者数は増加している。

## 歴史
| 瀬戸内市立図書館の変遷 | 瀬戸内市立図書館の変遷 | 瀬戸内市立図書館の変遷 | 瀬戸内市立図書館の変遷                | 瀬戸内市立図書館の変遷          |
|                        | -2004年                | 2004年-2010年          | 2010年-2016年                         | 2016年-                         |
| ---------------------- | ---------------------- | ---------------------- | ------------------------------------- | ------------------------------- |
| 邑久町域               | 邑久町立公民館図書室   | 中央公民館図書室       | 瀬戸内市立図書館 （中央公民館図書室） | 瀬戸内市民図書館 （もみわ広場） |
| 牛窓町域               | 牛窓町立図書館         | 瀬戸内市立牛窓図書館   | 牛窓町公民館図書室                    | 瀬戸内市牛窓図書館              |
| 長船町域               | 長船町立公民館図書室   | 長船町公民館図書室     | 長船町公民館図書室                    | 瀬戸内市長船図書館              |

### 3町合併
| 1人あたり年間貸出冊数（2010年度） | 1人あたり年間貸出冊数（2010年度） | 1人あたり年間貸出冊数（2010年度） | 1人あたり年間貸出冊数（2010年度） | 1人あたり年間貸出冊数（2010年度） |
| --------------------------------- | --------------------------------- | --------------------------------- | --------------------------------- | --------------------------------- |
| 自治体                            |                                   |                                   |                                   | 点                                |
| 01位 赤磐市                       | 01位 赤磐市                       |                                   | 11.3                              | 11.3                              |
| 24位 瀬戸内市                     | 24位 瀬戸内市                     |                                   | 1.5                               | 1.5                               |

| 1人あたり蔵書冊数（2010年度） | 1人あたり蔵書冊数（2010年度） | 1人あたり蔵書冊数（2010年度） | 1人あたり蔵書冊数（2010年度） | 1人あたり蔵書冊数（2010年度） |
| ----------------------------- | ----------------------------- | ----------------------------- | ----------------------------- | ----------------------------- |
| 自治体                        |                               |                               |                               | 点                            |
| 01位 久米南町                 | 01位 久米南町                 |                               | 13.8                          | 13.8                          |
| 24位 瀬戸内市                 | 24位 瀬戸内市                 |                               | 2.1                           | 2.1                           |

| 1人あたり年間資料費（2010年度） | 1人あたり年間資料費（2010年度） | 1人あたり年間資料費（2010年度） | 1人あたり年間資料費（2010年度） | 1人あたり年間資料費（2010年度） |
| ------------------------------- | ------------------------------- | ------------------------------- | ------------------------------- | ------------------------------- |
| 自治体                          |                                 |                                 |                                 | 円                              |
| 01位 奈義町                     | 01位 奈義町                     |                                 | 714                             | 714                             |
| 24位 瀬戸内市                   | 24位 瀬戸内市                   |                                 | 0                               | 0                               |

2004年11月1日、岡山県邑久郡牛窓町、邑久町、長船町が合併して瀬戸内市が成立。この時点で牛窓町には牛窓町立図書館があり、邑久町には邑久町立公民館図書室が、長船町には長船町立公民館図書室があったが、後者の2町には図書館法における「図書館」がなかった。2004年の合併後、図書購入費は基本的に右肩下がりにあった。
瀬戸内市は牛窓町立図書館を瀬戸内市立牛窓図書館と改称して引き継ぎ、邑久町立公民館図書室を中央公民館図書室とした。しかし、瀬戸内海に近い低地にあった牛窓図書館は、2004年8月末の台風16号による高潮で床上浸水被害を受けていた。2010年4月には約100m離れた牛窓町公民館の2階に移転し、牛窓支所牛窓町公民館図書室として図書室機能を再開した。
なお、牛窓図書館の書架最下段では数十箱分の非現用文書が目録を作成することなく保管されており、台風16号で浸水した。この非現用文書は被害調査を行う前に廃棄されたため、どのような文書が保管されていたかさえ定かではない。
牛窓図書館の移転により、3町すべての図書施設が公民館に付属した図書室となった。瀬戸内市から「図書館」がなくなってしまったため、邑久町にある中央公民館図書室を暫定的に瀬戸内市立図書館に改称した。各図書館は異なるシステムで構築され、ネットワークで結ばれたものではなかった。
これらの事情から、瀬戸内市の図書館事情は貧弱だった。2010年度を対象とした岡山県内公立図書館調査によると、瀬戸内市は1人あたり貸出冊数・1人あたり蔵書数・1人あたり年間受入冊数がいずれも24自治体中最下位だった。
蔵書数や新刊数の少なさ、読書環境や調査環境の欠如、司書数の少なさ、バリアフリー化の遅れ、情報発信・情報提供システム整備の遅れなどが課題であるとされた。新図書館の建設を求める声は瀬戸内市の各地から挙がっていたが、図書館関係者でさえも悲観的になるような状況だった。

#### 新図書館建設計画
| 瀬戸内市立図書館（2010年時点）        | 瀬戸内市立図書館（2010年時点） | 瀬戸内市立図書館（2010年時点） | 瀬戸内市立図書館（2010年時点） |
| 名称                                  | 延床面積 (m2)                  | 蔵書数 （冊）                  | 貸出数 （冊）                  |
| ------------------------------------- | ------------------------------ | ------------------------------ | ------------------------------ |
| 瀬戸内市立図書館 （中央公民館図書室） | 118                            | 29,041                         | 61,270                         |
| 牛窓町公民館図書室                    | 422                            | 20,005                         | 35,310                         |
| 長船町公民館図書室                    | 108                            | 25,257                         | 37,448                         |
| 計                                    |                                | 74,303                         | 134,028                        |

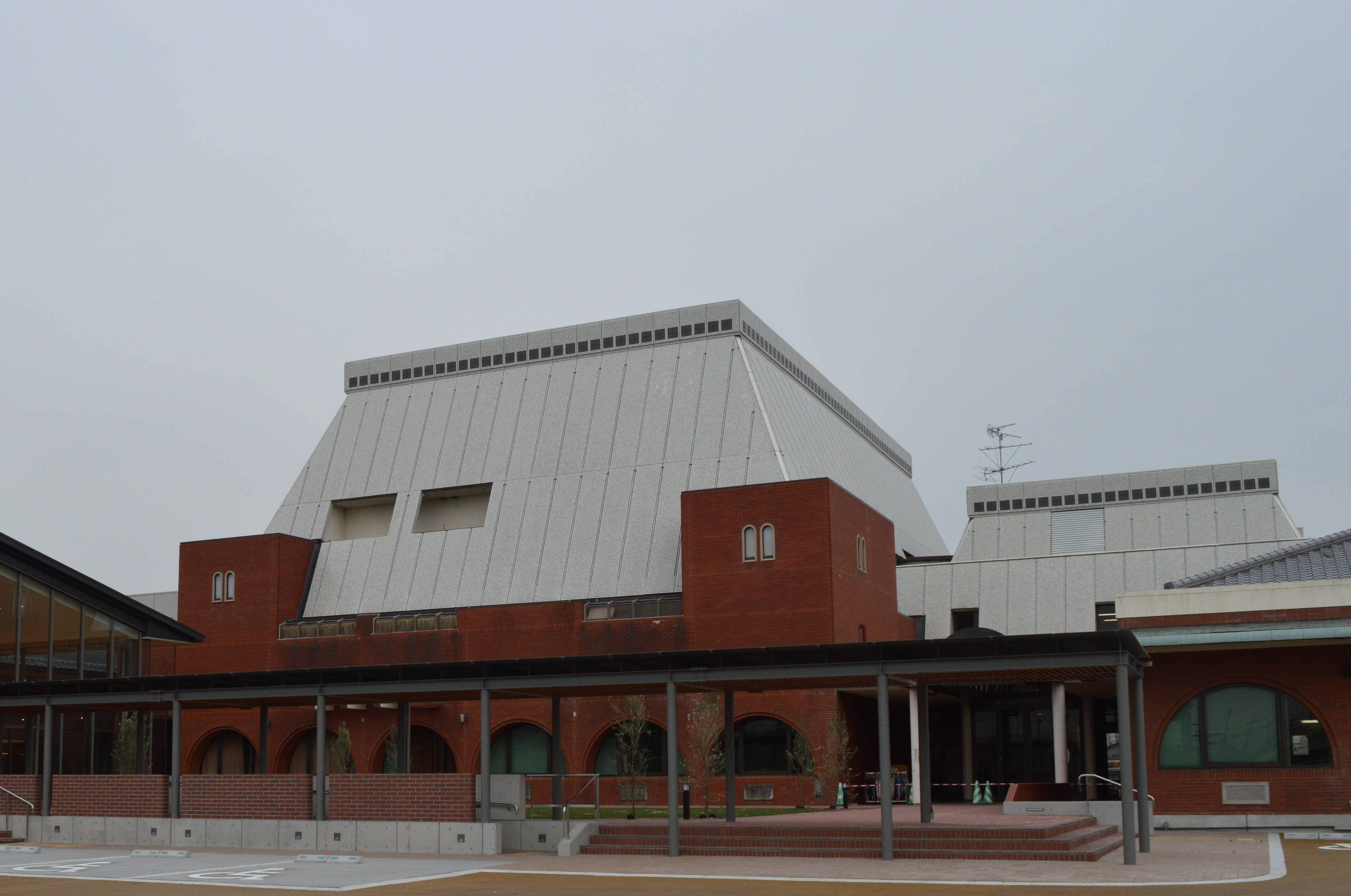
2016年まで瀬戸内市立図書館が入居していた瀬戸内市中央公民館

このような状況の中、2009年7月には新図書館の建設をマニフェストに掲げた武久顕也が瀬戸内市長に就任。2010年10月には「瀬戸内市新図書館整備検討プロジェクトチーム」を立ち上げ、2011年3月に策定された第2次瀬戸内市総合計画では図書館施設整備事業が新規事業に挙げられた。
2010年代半ばにはカルチュア・コンビニエンス・クラブ(CCC)が指定管理者となった武雄市図書館・歴史資料館や海老名市立図書館 などに象徴されるように、指定管理者制度を導入する公立図書館が増加した。瀬戸内市は教育や福祉政策に関するいくつかの事業で指定管理者制度を導入していたが、武久市長は事業の継続性の確保・住民との信頼関係・行政内での信頼関係などを理由に、公設公営の新図書館設置を選択。新図書館の館長候補を全国公募し、2011年4月には嶋田学が新図書館開設準備室長に入職した。嶋田は永源寺図書館（滋賀県東近江市）準備室に参画した経験を持つ。
2011年5月には「新瀬戸内市立図書館整備基本構想」を策定。この基本構想では7つの指針を示し、新図書館開館までに様々な取り組みを行った。嶋田は新図書館整備以外に瀬戸内市内の学校図書館の運営にも携わっている。武久市長就任後には学校図書室への司書の配置が進み、2012年4月時点では小学校10校中7校、中学校3校中3校に司書が配置されている。
- 全館共通で月代わりのテーマ展示
- 瀬戸内市立美術館や備前長船刀剣博物館などとの共同事業
- 瀬戸内市の施策への理解を深める特設コーナーの設置
- 保育園・幼稚園への移動図書館巡回

2011年11月以降には「としょかん未来ミーティング」という名称の市民ワークショップを年数回程度開催しており、市民の意見を図書館運営に取り入れている。第1回ワークショップでは瀬戸内市内の社会教育施設を見学し、図書館の新たな活用方法を探った。ワークショップの過程では前総務大臣の片山善博を招いた講演会なども行っている。
2011年度に基本構想を策定した時点では、2012年度に用地取得と実施設計、2013年度に建設工事を行い、2014年度に開館する予定だった。文部科学省生涯学習審議会社会教育分科審議会計画部会図書館専門委員会の「公立図書館の設置及び運営上の望ましい基準について」や日本図書館協会図書館政策特別委員会の「公立図書館の任務と目標」 などを考慮して、基本構想では新図書館の規模を延床面積約2,800m2、蔵書冊数約20万冊（閉架冊数約13万冊）、年間受入冊数約11,000冊に設定している。
2012年3月には「新瀬戸内市立図書館整備基本計画」を策定。2014年3月にはデジタルアーカイブの一種である「せとうちデジタルフォトマップ」 の運用を開始した。千葉県の南房総地域や大阪府の北摂地域でも類似の試みが行われているが、公共図書館が主体となったデジタルアーカイブとして営利目的の利用を許可した初のケースだとされる。
老朽化した郷土資料館を取り壊して新図書館の建設用地とし、郷土資料館を組み込んだ図書館を公民館に隣接させることとなった。この場所は岡山県立邑久高等学校に隣接しており、若い世代の自習場所なども目指している。2014年12月に新図書館の建設工事を開始。総工費は約9億6,190万円。開館予定時期は2015年夏、2016年4月、2016年6月 と変更されている。

### 瀬戸内市民図書館の開館(2016-)
新図書館は瀬戸内市民図書館という名称に変更され、公募によって「もみわ広場」という愛称が付けられた。新図書館開館準備のために、瀬戸内市立図書館は2016年3月28日をもって休館となった。5月18日に瀬戸内市民図書館の竣工式を行い、6月1日に開館した。新図書館の開館に合わせて、牛窓町公民館図書室は瀬戸内市牛窓図書館に、長船町公民館図書室は瀬戸内市長船図書館に改称された。
外壁には隣接する瀬戸内市中央公民館と調和する赤レンガを使用し、南側の壁面は市民の手によるタイルで飾られている。両施設の間の緑地には牛窓町の特産品であるオリーブを植樹している。座席によっては飲食物の持ち込みを可能としている。1階と2階に12万冊を収容できる開架書棚があり、閉架書棚は8万冊を収容できる。開館時の蔵書数は約8万冊。郷土資料コーナーは1階に設けられている。解体した郷土資料館の後継施設としての機能も有しており、邑久町出身の人形師・竹田喜之助の糸操り人形が展示されている「喜之助ギャラリー」 や、地元の人形劇団体が定期公演を行う専用の舞台設備を有した「つどいのへや」などがある。
開館以来、幅広い年齢層の市民が訪れ、1日平均800人の来館者がある。
2016年秋には長船図書館をリニューアルし、面積の拡張や書棚の間隔拡張などを行った。
2017年11月、Library of the Year2017大賞・オーディエンス賞受賞。
2020年4月23日、令和2年度子供の読書活動優秀実践校・図書館・団体（個人）文部科学大臣表彰。

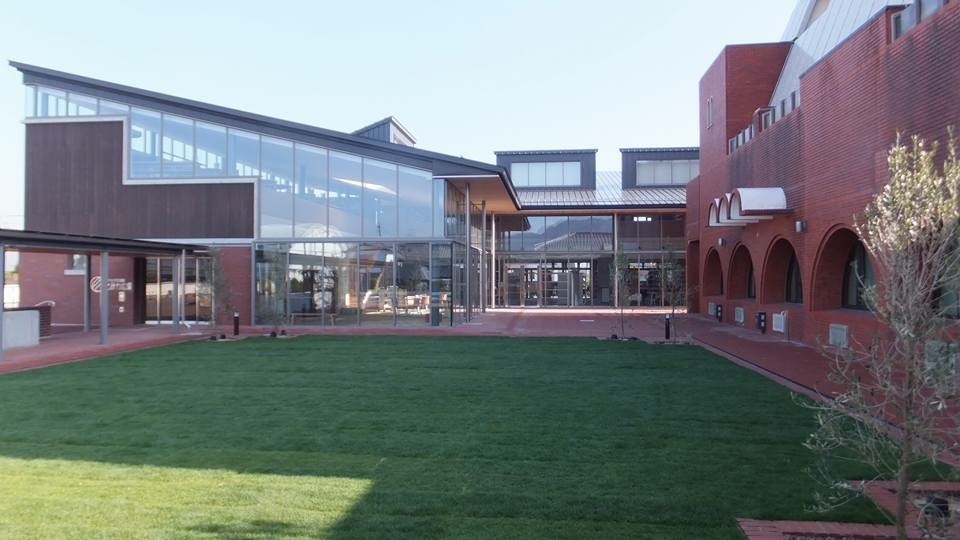
瀬戸内市民図書館もみわ広場
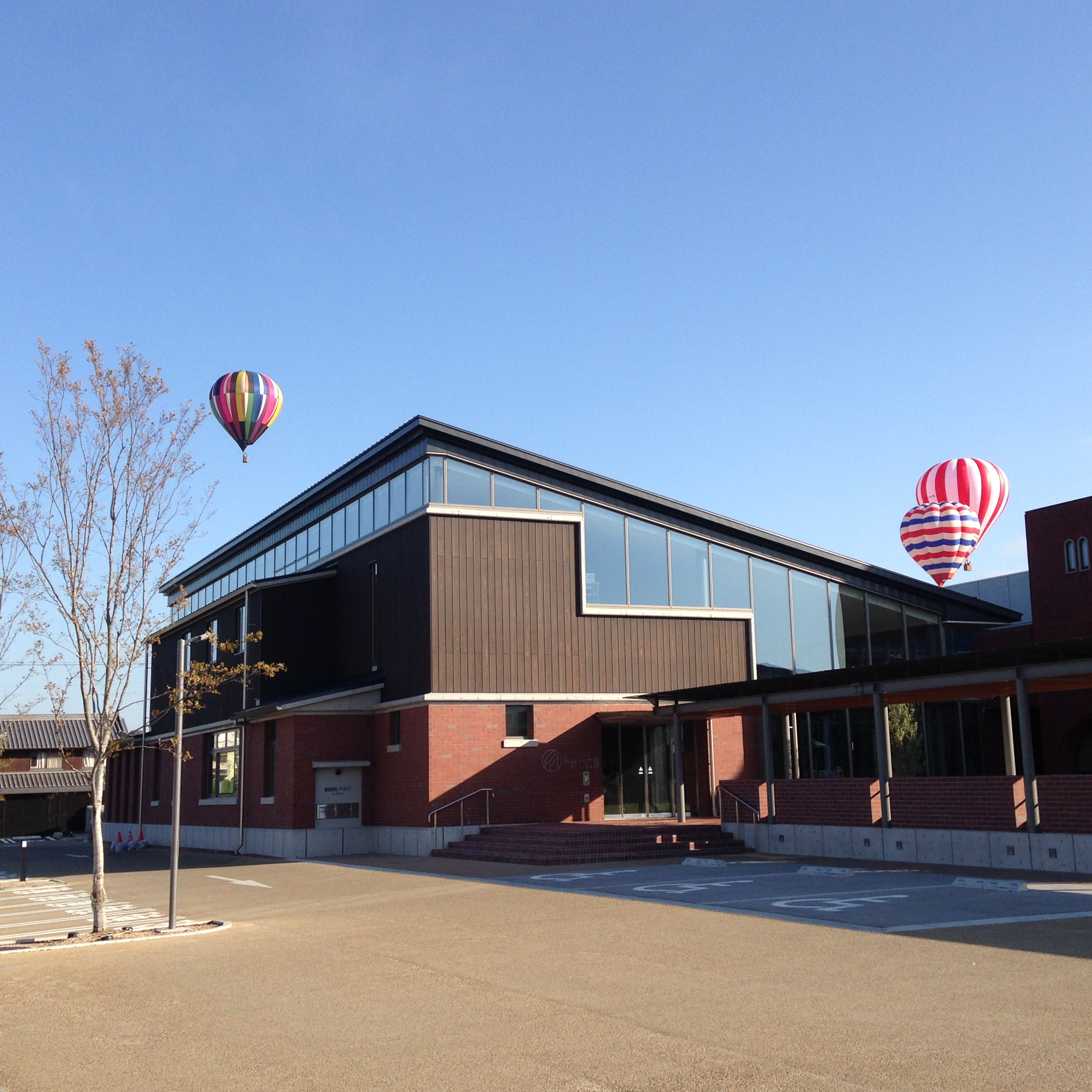
瀬戸内市民図書館もみわ広場と熱気球
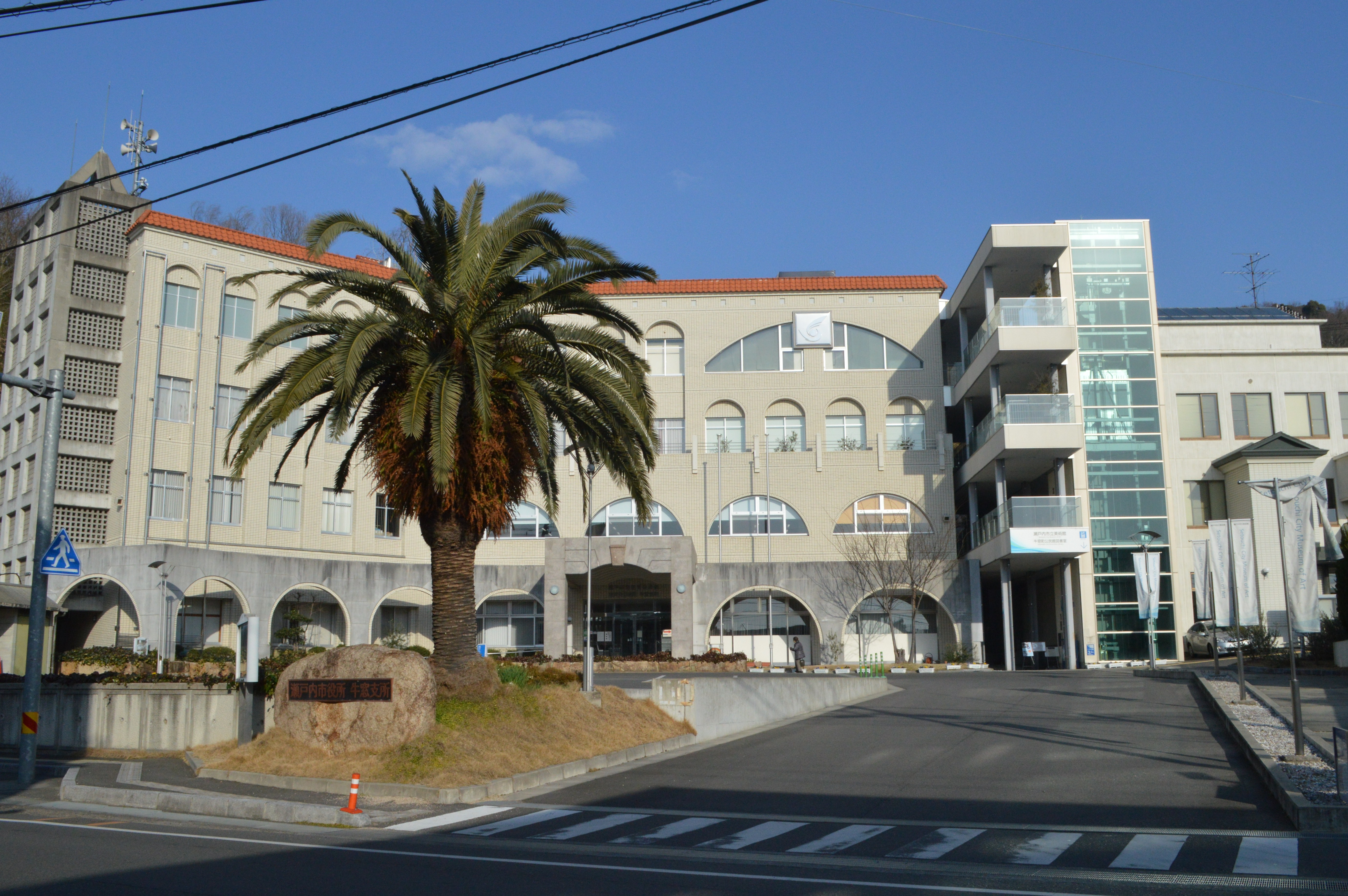
牛窓図書館が入居している牛窓庁舎
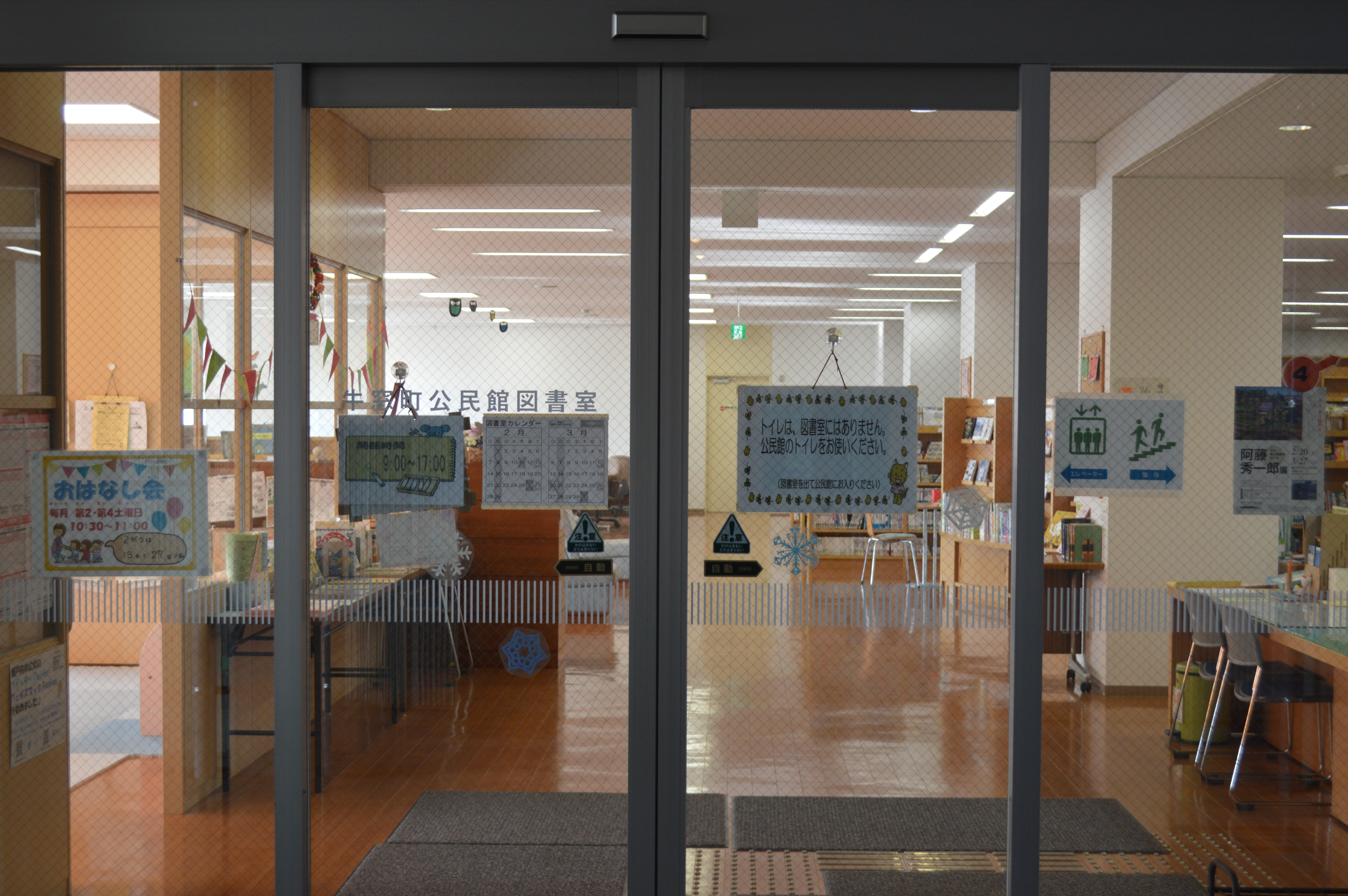
瀬戸内市牛窓図書館
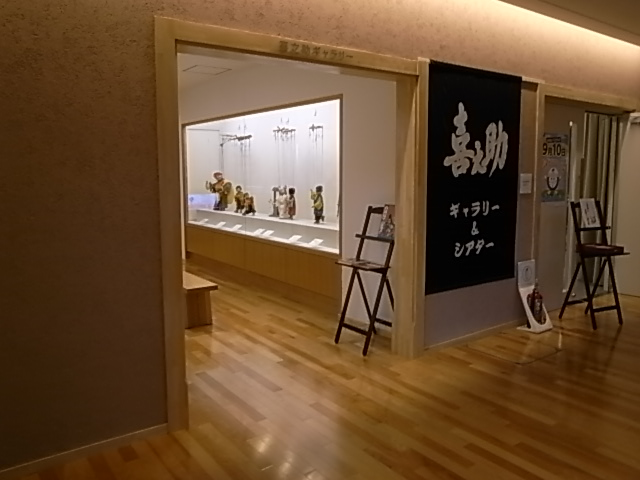
喜之助ギャラリー入口
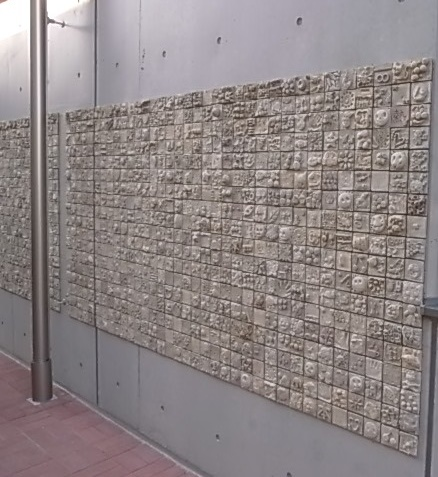
寒風としょかんタイルプロジェクトのタイル
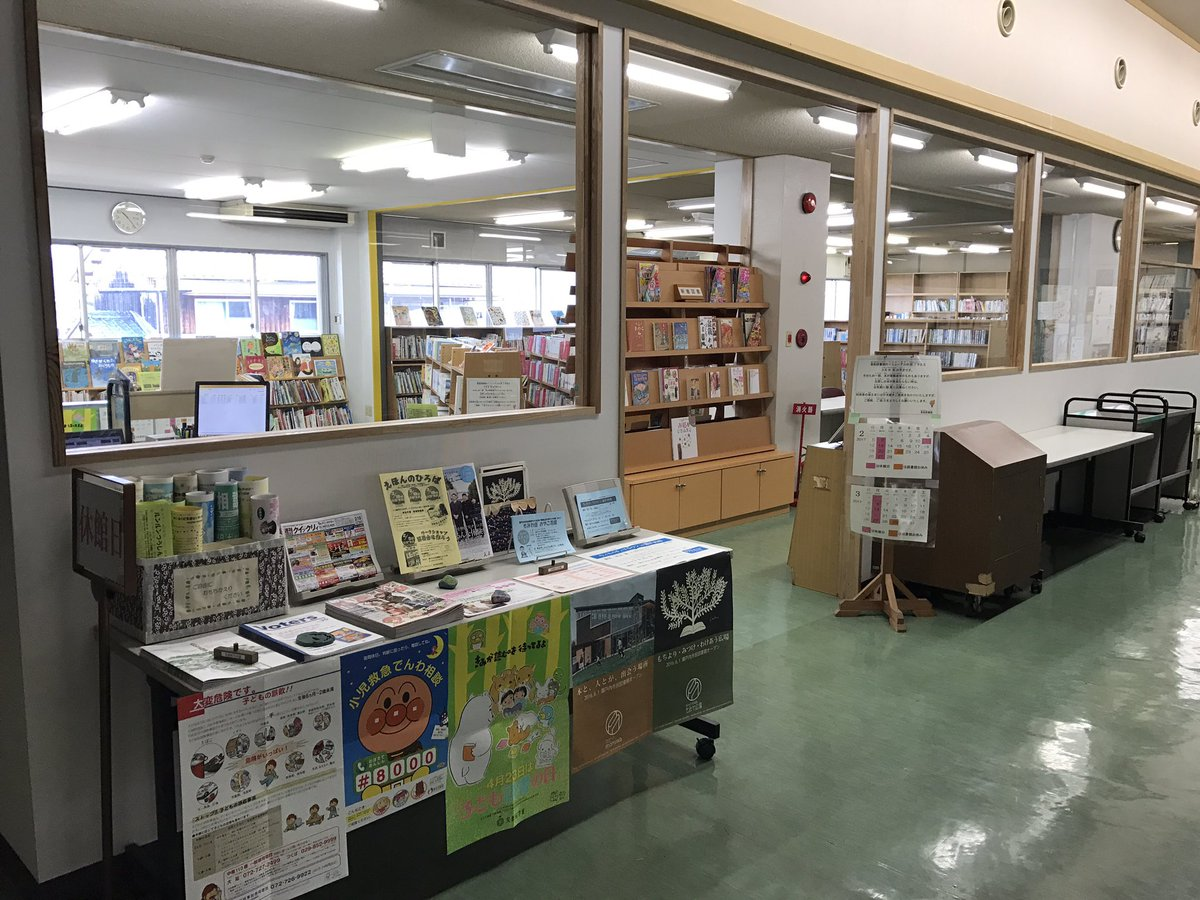
瀬戸内市長船図書館　2017年（平成29年）3月7日リニューアルオープン

## 利用案内
開館時間
瀬戸内市民図書館
火・水・土・日・祝 : 10:00-18:00
木・金 : 10:00-19:00
牛窓図書館・長船図書館
火・水・木・金・土・日 : 9:00-17:00

休館日
瀬戸内市民図書館
月曜日、祝日の直後の平日、年末年始、図書月末整理日、特別整理期間
牛窓図書館・長船図書館
月曜日、国民の祝日、年末年始、図書月末整理日、特別整理期間

貸出
- 瀬戸内市在住・在勤・在学者は館外貸出可能
- 図書は最大20点・最大2週間、カセット/CDは20点のうち最大6点、ビデオ/DVDは20点のうち最大3点

## 移動図書館

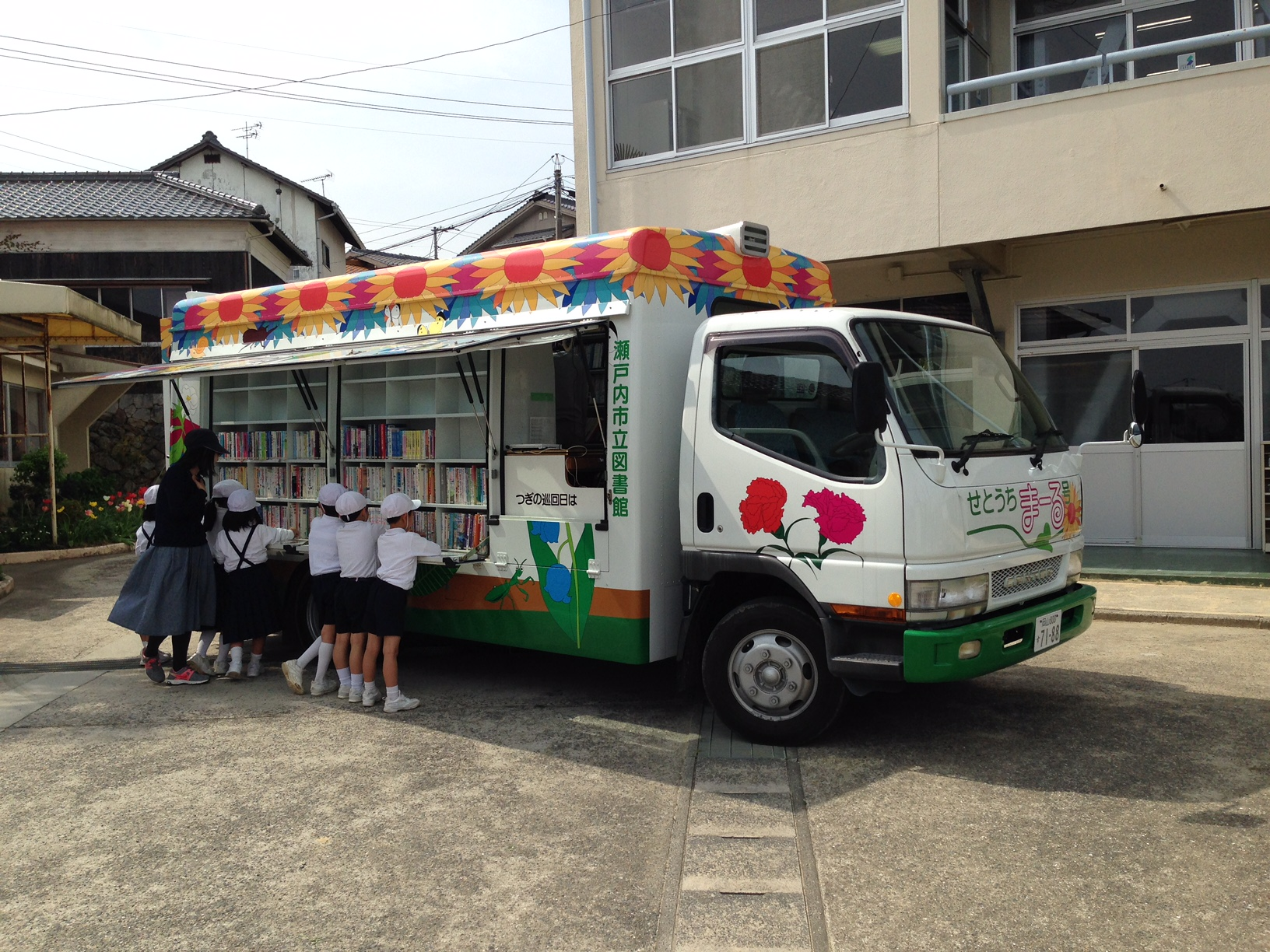
瀬戸内市立図書館移動図書館「せとうちまーる号」

新図書館整備のさなか、2011年10月には約500冊の絵本をワンボックスタイプの軽自動車に積み込んで移動図書館サービスを開始した。瀬戸内市内の全幼稚園・保育園に対して、月1回の頻度で移動図書館が巡回した。
2012年には石川県立図書館の仲介によって、七尾市立図書館から移動図書館車を無償譲渡された。「せとうちまーる号」と名づけられたこの車両は、それまでの2倍に相当する1,000冊を積み込むことができる。岡山県立邑久高等学校美術部が車両のデザインを担当し、2012年5月に運行を開始している。
2014年10月にはデイサービス事業所や特別養護老人ホームなど高齢者施設への巡回も開始した。高齢者施設への巡回には移動図書館車を用いず、軽ワゴン車に図書入りのケースを詰めて運んでいる。岡山県内では岡山市や玉野市などが瀬戸内市に先行して類似のサービスを行っている。瀬戸内市では図書の貸出のみならず、おはなし会や回想法を利用した心理療法を行っており、回想法を行う博物館・図書館としては、北名古屋市歴史民俗資料館や岡山県立博物館、東近江市立能登川図書館や田原市図書館などに続いている。

## 文献

### 新図書館整備方針
- 瀬戸内市 (2011-05), 新瀬戸内市立図書館整備基本構想, 瀬戸内市
- 瀬戸内市 (2012-03), 新瀬戸内市立図書館整備基本計画, 瀬戸内市
- 『新瀬戸内市立図書館整備実施計画』瀬戸内市、2013年3月。

### 瀬戸内市立図書館要覧2017
- 『瀬戸内市立図書館要覧2017』 瀬戸内市立図書館、2017年6月

### 瀬戸内市立図書館サービス計画2018
- 『瀬戸内市立図書館サービス計画2018』 瀬戸内市立図書館、2018年3月

### 第二次瀬戸内市子ども読書活動推進計画～せとうち子ども読書応援プラン～
- 『第二次瀬戸内市子ども読書活動推進計画～せとうち子ども読書応援プラン～』 瀬戸内市、2018年4月

### 書籍・雑誌
- 牛窓町史編纂委員会『牛窓町史 通史編』牛窓町、2001年。
- 岡, 長平『岡山県図書館一覧　明治・大正・昭和前期編』吉備人出版、2007年。
- 岡山県瀬戸内市教育委員会『『しあわせ実感都市・瀬戸内』を実現するために図書館が出来ること:』岡山県瀬戸内市教育委員会、2012年。
- 岡山県図書館協会『岡山県図書館便覧』岡山県図書館協会、2002年。
- 邑久町史編纂委員会『邑久町史 通史編』瀬戸内市、2009年。
- 長船町史編纂委員会『長船町史 通史編』長船町、2001年。
- 黒崎, 義博『岡山の図書館: 岡山文化と図書館』日本文教出版〈岡山文庫〉、1992年。
- 嶋田, 学 (2012-04), “「瀬戸内市・学校図書館と子どもたちの学び」を開催して”, みんなの図書館 (420):  81-84
- 嶋田, 学 (2013-03), “「持ち寄り・見つけ・分け合う広場」を目指して : 瀬戸内市の新図書館づくり”, 図書館界 64 (6):  129-166
- 嶋田, 学 (2013-05), “市立図書館における図書館協力,図書館新設を含んで”, 図書館界 65 (1):  20-25
- 嶋田, 学 (2014), “司書名鑑(No.4)嶋田学さん 瀬戸内市新図書館開設準備室”, ライブラリー・リソース・ガイド (アカデミック・リソース・ガイド) (8):  114-125
- 竹内, 哲『図書館のめざすもの』日本図書館協会、2014年。
- 武久, 顕也 (2015-04), “まちづくり、人づくりの拠点にしたい 私が新瀬戸内市立図書館を公設公営にした理由”, 出版ニュース (2376):  4-9
- 横山, ひろみ (2012-09), “「持ち寄り・見つけ・分け合う広場」の実現をめざして : 新瀬戸内市立図書館整備基本構想”, みんなの図書館 (425):  4-10
- 嶋田，学『図書館・まち育て・デモクラシー』青弓社、2019年